# 異變13秒
《異變13秒》，簡體中文版譯作《悖论13》，是日本作家東野圭吾的科幻小說。於毎日新聞社發行的週刊誌《Sunday每日》連載，2009年由毎日新聞社發行了單行本。
故事講述由原因不明的現象而引起的末日狀況將人類逼入絕境，人們為了生存下去不得不作出各種超越倫理的選擇。

## 出版書籍
| 出版社       | 出版日期       | 格式   | 頁數  | ISBN                   | 譯者   |
| ------------ | -------------- | ------ | ----- | ---------------------- | ------ |
| 每日新聞社   | 2009年4月15日  | 單行本 | 340頁 | ISBN 978-4-62-010739-4 | 不適用 |
| 皇冠文化     | 2010年8月30日  | 平裝書 | 400頁 | ISBN 978-957-332-708-0 | 劉子倩 |
| 南海出版公司 | 2012年9月1日   | 平裝書 | 322頁 | ISBN 978-754-426057-2  | 林青華 |
| 朝鮮 (地區)  | 2012年10月22日 | 平裝書 | 536頁 | ISBN 978-899-098248-3  |        |
| 講談社       | 2014年5月15日  | 文庫本 | 562頁 | ISBN 978-4-06-277827-5 | 不適用 |

## 故事簡介
三月十三日下午十三點十三分，由於黑洞能量的影響將會引發名為「P-13現象」的異變。政府間正嚴密商量著對策，但就連學者和政府相關人士也不清楚具體會發生什麼現象，也不清楚會遭受到什麼影響，於是日本政府唯有頒布命令：「在三月十三日下午十三點十三分前後，所有公務人員應避免從事危險任務，並及時遠離危險場所」。而為了不引起國民的恐慌，在P-13發生時刻過去之前這項情報必須嚴格保密，絕對不能公開。
另一方面，刑警久我冬樹和身為警視廳管理官的哥哥誠哉一起著手逮捕強盜犯，但因冬樹的失誤使誠哉被犯罪集團襲擊，冬樹自己也被犯人的子彈打中。然而，恢復意識後的冬樹發現東京街頭已經變成滿目瘡痍、渺無人煙的廢墟。走上街頭的冬樹碰到了和自己有類似遭遇的10個人，而本應死去的誠哉也在裡面。不知所措的他們聚集在一起徘徊於已成廢墟的東京，但接下來的天地異變和疾病災禍陸續向他們襲來……

## 宣傳詞
- 「如果世界改變，善惡也會改變。殺人也會变成善事。這部作品就描繪了這樣的故事」[1]——東野圭吾
- 「本書是一部有科幻色彩的作品。當人們被逼入極端生存狀況時，很多想法都會相互碰撞。這也是一部讓人在生存的基礎上思考善與惡的小說」——松田哲夫（著名編輯，筑摩書房專務董事）
- 「命中注定的13秒，人們會消失至何方」[2]

## 登場人物
久我 冬樹（Kuga Fuyuki）
轄區刑警。原本志願是成為體育老師，但為了遂母親的願望而成為警察。為博出位表現而犯下失誤，和本次的事件發生聯繫。事事都會和哥哥對立。
久我 誠哉（Kuga Seiya）
冬樹的異母哥哥，警視廳管理官的特考組警察官。無論面對什麼情況都能做出冷靜的判斷，在P-13後聚集的眾人中也擔任領導角色。
中原 明日香（Nakahara Asuka）
女高中生，學校的室內足球部部員。在P-13後的殘酷狀況下愛上了冬樹。
山西 繁雄（Yamanishi Shigeo）
隨時在明日香身邊的老人。他的一言一行都給予冬樹等人勇氣。
山西 春子（Yamanishi Haruko）
繁雄的妻子。
戶田 正勝（Toda Masakatsu）
大型建設公司的專務。
小峰 義之（Komine Yoshiyuki）
戶田的部下。
富田 菜菜美（Tomita Nanami）
護士。有一個戀人。在知道了某個事實之後失去了生存的希望。
新藤 太一（Shindou Taichi）
無固定職業的微胖青年，善於搞氣氛，但其大食的性格卻引起了問題。
白木 榮美子（Shiraki Emiko）
澪的母親，受冬樹救助。
白木 澪（Shiraki Mio）
榮美子的女兒，因某事受了衝擊而患上失語症。
勇人（Yuuto）
在公寓中被發現的嬰兒。
河瀨（Kawase）
黑社會成員，年輕的時候很喜歡科幻小說，尤其是以撒·艾西莫夫的作品。

## 外部連結
- （日語）http://books.mainichi.co.jp/2009/04/13-0d05.html （页面存档备份，存于）